# Ди Ладзаро, Элиза
Элиза Мария ди Ладзаро (итал. Elisa Maria Di Lazzaro; род. 5 июня 1998, Триест) — итальянская легкоатлетка, специалистка по барьерному бегу. Выступает за сборную Италии по лёгкой атлетике с 2015 года, чемпионка Италии в беге на 60 метров с барьерами, участница ряда крупных международных турниров, в том числе чемпионата мира в помещении в Бирмингеме и чемпионата Европы в Берлине.

## Биография
Элиза ди Ладзаро родилась 5 июня 1998 года в городе Триесте, автономная область Фриули — Венеция-Джулия.
Начала заниматься лёгкой атлетикой в возрасте десяти лет в 2008 году, при этом также пробовала себя в теннисе, плавании и танцах. Сменила несколько легкоатлетических клубов, некоторое время проживала в регионе Эмилия-Романья, проходила подготовку под руководством тренера Маурицио Пратидзоли. Принимала участие в крупных легкоатлетических стартах в Италии начиная с 2012 года, специализировалась на спринтерском и барьерном беге.
Дебютировала на международной арене в сезоне 2015 года, когда вошла в состав итальянской национальной сборной и выступила на юношеском мировом первенстве в Кали, где в программе бега на 100 метров с барьерами дошла до стадии полуфиналов.
Впервые заявила о себе среди взрослых спортсменок 2017 году — в беге на 60 метров с барьерами одержала победу на зимнем чемпионате Италии в Анконе. Также в этом сезоне принимала участие в юниорском европейском первенстве в Гроссето.
В 2018 году добавила в послужной список серебряные награды, полученные на зимнем и летнем чемпионатах Италии в барьерном беге. В беге на 60 метров с барьерами стартовала на чемпионате мира в помещении в Бирмингеме, но не смогла пройти дальше предварительного квалификационного этапа. В беге на 100 метров с барьерами выиграла серебряную медаль на молодёжном средиземноморском первенстве в Езоло, выступила на чемпионате Европы в Берлине — здесь так же остановилась на предварительном квалификационном этапе.
В сентябре 2020 года на соревнованиях в Риме установила свой личный рекорд в беге на 100 метров с барьерами — 13,05.